# Lijst van soorten snoep
Dit is een lijst van soorten snoep die op Wikipedia apart besproken worden.
Het onderscheid met merknamen is soms niet gemakkelijk te maken, doordat merknamen soortnamen kunnen worden. Zie daarom ook Lijst van snoepmerken.

## A
- Ahlgrens bilar

## B
- Beijinho
- Bonbon
- Borsthoning
- Borstplaat
- Boterbabbelaar
- Brigadeiro

## C
- Candybar
- Chocolade
- Chocoladeletter
- Chocolademunt
- Chocozoen
- Cuberdon
- Cupcake

## D

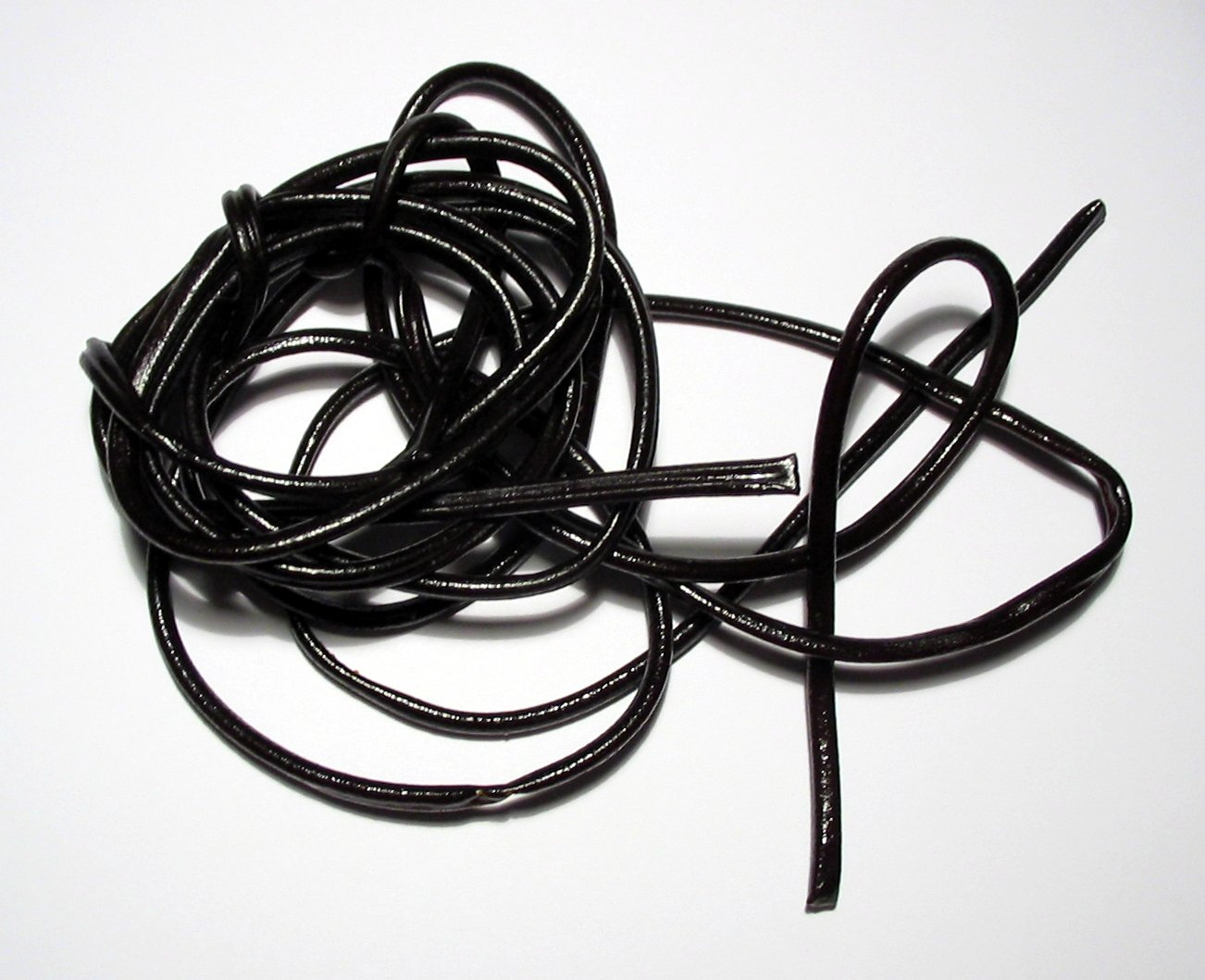
Dropveter

- Drop

## E
- Engelse drop

## F
- Flik
- Fudge

## H
- Hopje

## K

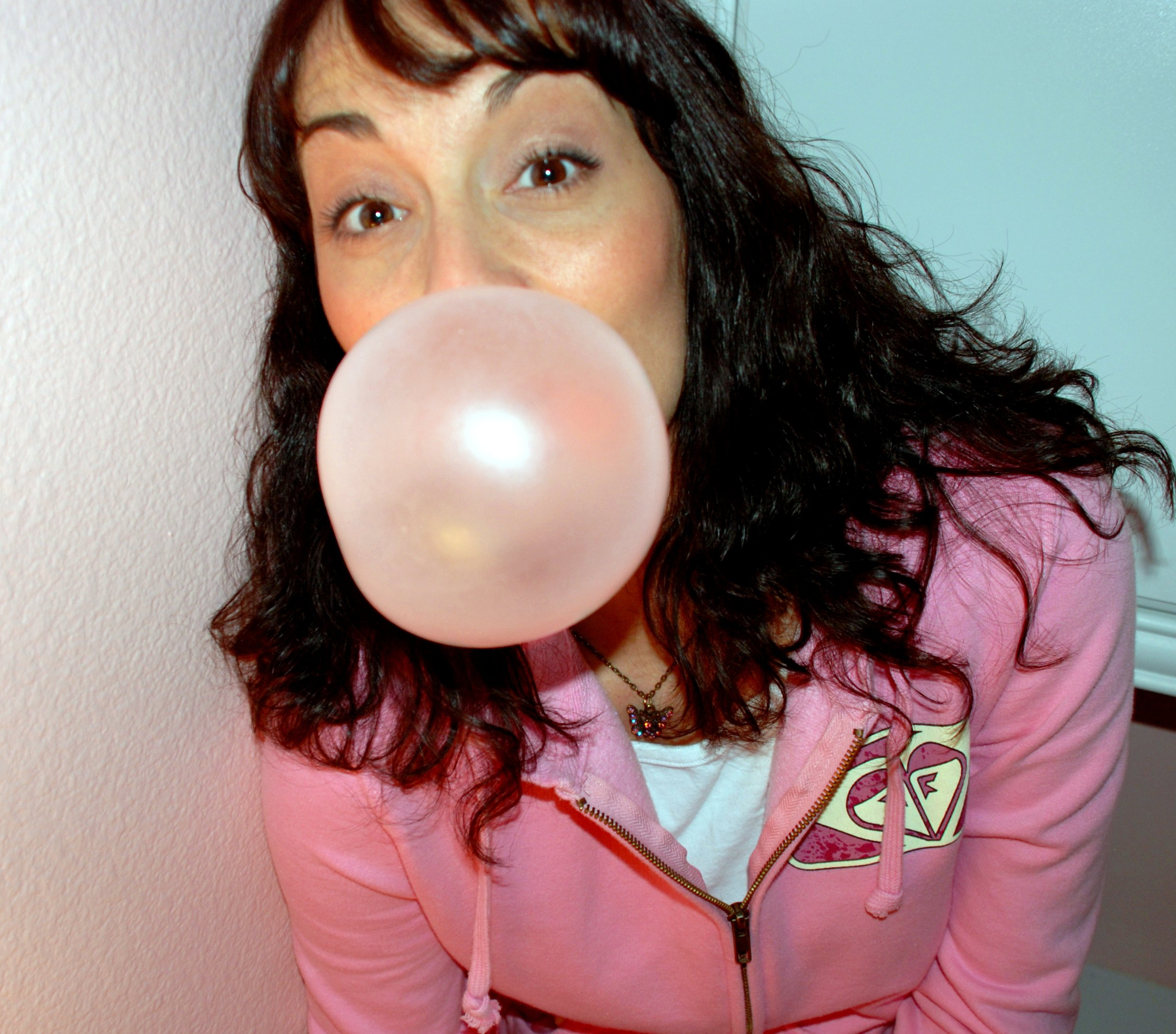
Kauwgom

- Kaneelstok
- Karamel
- Kauwgom
- Kikkers en muizen
- Kokindjes
- Koningsbergse marsepein
- Kruidnoot

## L
- Lange Jan
- Letterkoekjes
- Lolly
- Lolly cake

## M

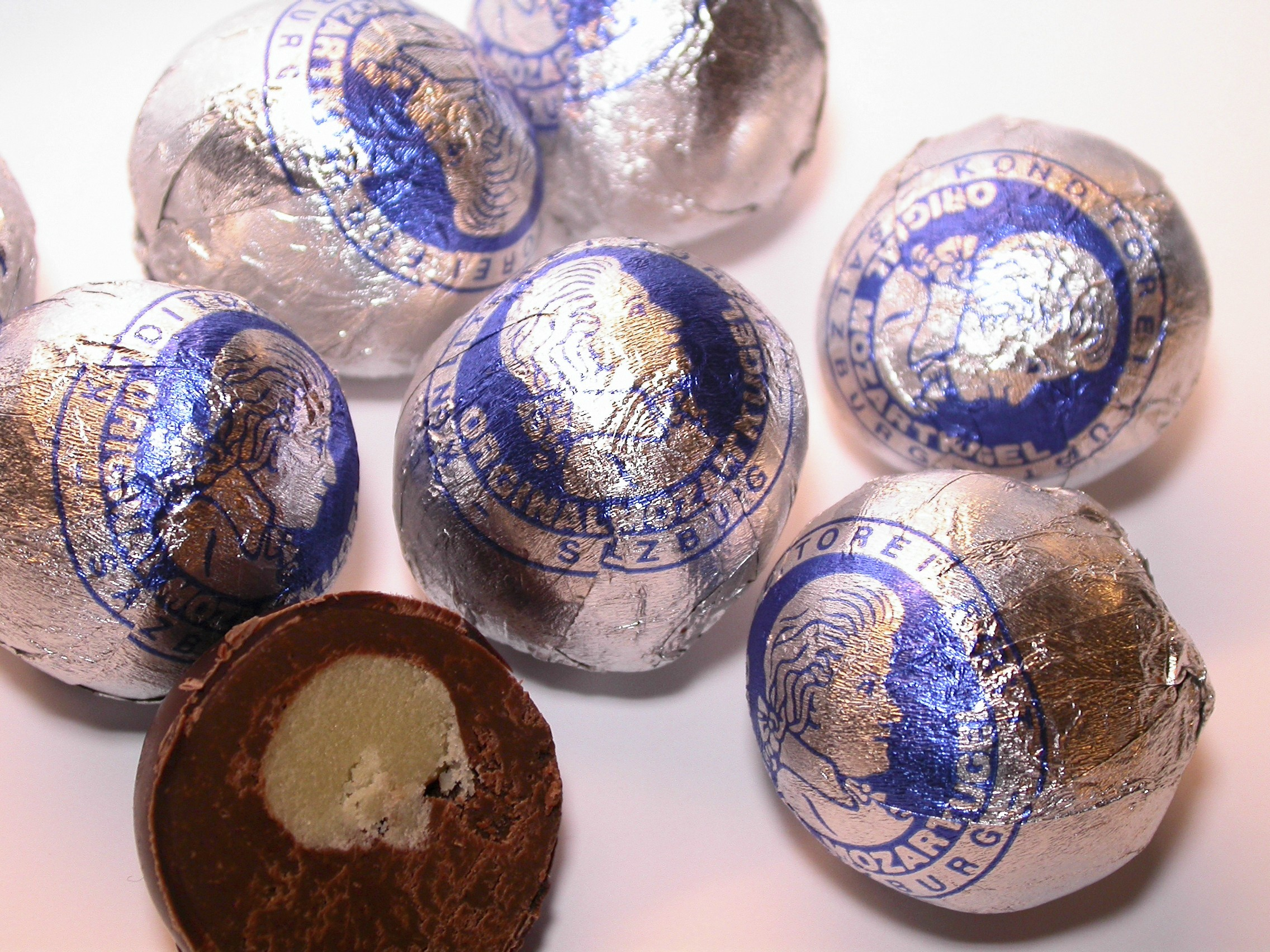
Mozartkugel

- Maagpepermunt
- Marsepein
- Mozartkugel

## N
- Napoleon
- Noga

## P
- Paasei
- Pepermunt
- Pepernoot
- Polkabrokken
- Praline

## R
- Rumboon

## S

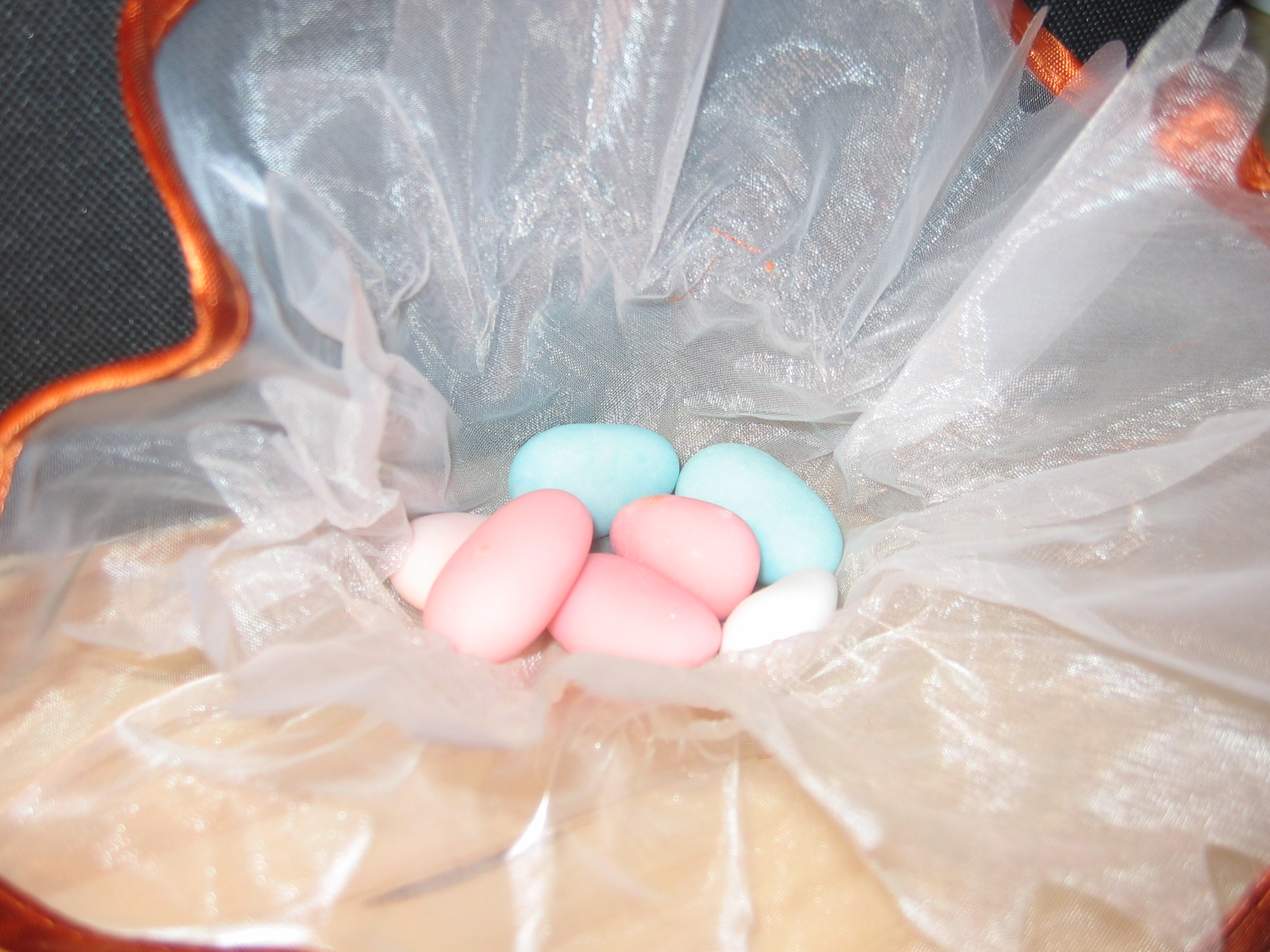
Suikerbonen

- Salmiakdrop
- Schuimblok
- Schuimpje
- Skittles
- Spek
- Spikkels
- Strooigoed
- Suikerboon
- Suikerspin

## T
- Toffee
- Toverbal
- Tumtum
- Turks fruit

## U
- Ulevel

## V
- Verrassingsei

## W
- Wijnbal
- Winegum

## Z
- Zoethout
- Zure mat
- Zuurbal
- Zuurstok
- Zuurtje
- Zwartwit